# Roman Sosulja (Fußballspieler)
Roman Wjatscheslawowytsch Sosulja (ukrainisch Роман В'ячеславович Зозуля, englische Transkription Roman Zozulya, * 17. November 1989 in Kiew, Ukrainische SSR) ist ein ukrainischer Fußballspieler.

## Sportlicher Werdegang

### Vereine
Roman Sosulja begann mit dem Fußballspielen in der Jugendakademie des Dynamo Kiew. Dort durchlief der Stürmer die einzelnen Jugendmannschaften und feierte in der Spielzeit 2005/06 sein Debüt im Männerfußball, als er für die dritte Mannschaft des Klubs auflief. Schnell etablierte er sich dort und rückte in die zweite Mannschaft auf. Auch hier zeigte er sein Talent, so dass die Verantwortlichen der ersten Mannschaft ihn gegen Ende der Spielzeit 2007/08 in den Kader für die Premjer-Liha nominierten. Im Mai 2008 feierte er sein Erstligadebüt. Als Ergänzungsspieler zum Angriff um Andrij Schewtschenko, Artem Milewskyj, Artem Krawez und Andrij Jarmolenko kam er in der Folge unregelmäßig zum Einsatz. Im August 2011 wechselte er zu Dnipro Dnipropetrowsk. Im Juli 2016 wechselte er ablösefrei in die spanische Liga zu Betis Sevilla, wo er einen Vertrag bis 2019 erhielt. In der Winterpause der Saison 2016/17 sollte er an den Zweitligisten Rayo Vallecano verliehen werden. Die Leihe wurde jedoch nach einem Tag beendet, wegen Protesten der Fans von Vallecano. Grund dafür war ein Bericht der BBC, nach dem Sosulja Sympathien für die rechtsextreme paramilitärische Gruppe Trysub hegen soll. Dem BBC-Bericht trat Sosulja mit der Aussage entgegen, dass er lediglich ein T-Shirt mit dem Wappen der Ukraine und Versen des Dichters Taras Schewtschenko trug und ein Journalist dies mit dem Emblem einer paramilitärischen Gruppe verwechselte.

### Nationalmannschaft
Sein Debüt für die A-Fußballnationalmannschaft der Ukraine gab er am 2. Juni 2010 in einem Freundschaftsspiel gegen Norwegen.
Im EM 2016–Qualifikationsspiel am 12. Oktober 2015 gegen die Spanische Fußballnationalmannschaft erlitt er eine schwere Verletzung und konnte sechs Monate lang nicht spielen.
Bei der Fußball-Europameisterschaft 2016 wurde Roman Sosulja als Stürmer ins EM-Aufgebot der Ukraine aufgenommen. Im Auftaktspiel gegen Deutschland stand er in der Startaufstellung und wurde ausgewechselt, gegen Nordirland kam er in den letzten 20 Minuten beim Stand von 0:1 ins Spiel. Gegen Polen spielte er fast über die volle Spielzeit. Danach war das Turnier nach drei Niederlagen für das Team beendet.